# クローサー (2002年の映画)
『クローサー』（原題：夕陽天使、英語題：So Close）は、2002年に制作された香港・米国合作のアクション映画。

## ストーリー
“電脳天使”という名で殺しを請け負う美人姉妹のリンとクワン。ハイテク企業社長殺害の仕事を見事成功させた2人だったが、依頼主の裏切りで窮地に立たされる。一方、新人女性刑事コンは殺害事件の捜査を始め、“電脳天使”を追うことになる。

## キャスト
| 役名         | 俳優               | 日本語吹替 | 日本語吹替   |
| 役名         | 俳優               | ソフト版   | テレビ東京版 |
| ------------ | ------------------ | ---------- | ------------ |
| リン         | スー・チー         | 三石琴乃   | 渡辺美佐     |
| クワン       | ヴィッキー・チャオ | 野々村のん | 甲斐田裕子   |
| コン         | カレン・モク       | 朴璐美     | 安藤麻吹     |
| ティンヤン   | ソン・スンホン     | 川島得愛   | 平田広明     |
| シウマ       | マイケル・ワイ     | 鉄野正豊   | 桐本琢也     |
| ベン         | ベン・ラム         | 高宮俊介   | 中村秀利     |
| マスター     | 倉田保昭           | 倉田保昭   | 村田則男     |
| チョウ・ナン | ワン・シュウルン   | 水内清光   | 中村大樹     |
| チョウ・ルイ | セク・サウ         | 宗矢樹頼   | 石井隆夫     |

## スタッフ
- 監督：コーリー・ユン
- 製作：チュイ・ポーチュウ
- 脚本：ジェフ・ラウ
- 撮影：ビーナス・クァン
- 美術：エディ・ウォン
- 音楽：サム・カオ、ケンジョー・タン